# Ambrósio Leitão da Cunha
Ambrósio Leitão da Cunha, Barão de Mamoré, (Belém, 21 de agosto de 1821 — Rio de Janeiro, 5 de dezembro de 1898) foi um advogado, juiz e político brasileiro.

## Biografia
Seus pais foram o Gaspar Leitão da Cunha e Maria Antônia da Fonseca Zuzarte, descendentes de famílias portuguesas que se fixaram na capitania do Grão-Pará na segunda metade do século XVIII. Gaspar Leitão foi Major do Exército, do 2º regimento da 1ª linha, era paraense, filho do capitão de fragata Manoel Gonçalves da Cunha, transferido em 1780 de Mazagão, na Africa, para Mazagão, no atual estado do Amapá. 
Ambrósio foi juiz, chefe de polícia, desembargador, deputado provincial e geral, presidente de província e senador do Império do Brasil de 1870 a 1889. Durante a juventude estudou humanidades em Lisboa. Em 1839 foi nomeado escriturário do tesouro provincial do Pará, ocupando em seguida os cargos de Inspetor do Tesouro e Diretor de Instrução Pública. Iniciou seus estudos na Faculdade de Direito de Olinda, pouco depois transferiu o curso para São Paulo, concluindo o bacharelato em 1845.
Nomeado juiz municipal de Belém, em 1847, atuando em seguida em várias comarcas. Foi comendador da Imperial Ordem de Cristo e da Imperial Ordem da Rosa. Deputado provincial do Pará (1848 - 1852). Nomeado chefe de polícia do Pará em 1857 e 1862. Foi deputado geral pela recém criada província do Amazonas (8º e 9º legislaturas) e pelo Pará (11º, 12º e 13º legislaturas).

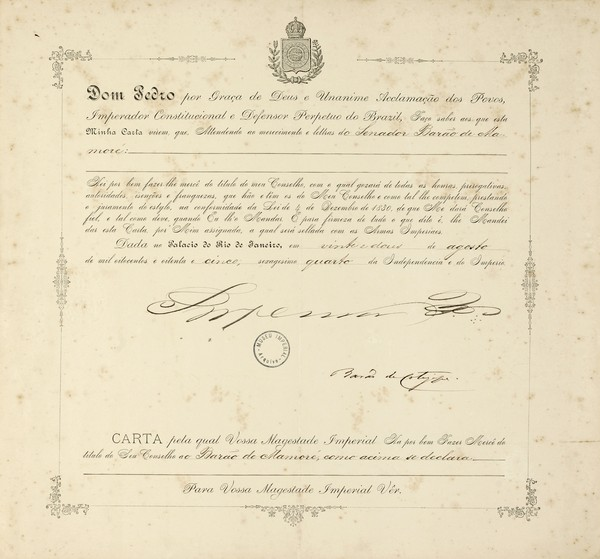
Carta de nomeação de conselheiro imperial assinada por Dom Pedro II e pelo Barão de Cotegipe.

Foi presidente das províncias do Pará, de 24 de maio a 7 de dezembro de 1858, da Paraíba, de 4 de junho de 1859 a 13 de abril de 1860, de Pernambuco, de 23 de abril de 1860 a ? de 1861, do Maranhão, por quatro vezes, de 13 de junho a 24 de novembro de 1863, de 3 de outubro de 1864 a 23 de abril de 1865, de 4 de setembro a 18 de outubro de 1868, e de 25 de outubro de 1868 a 4 de abril de 1869, e de Bahia, de 25 de novembro de 1866 a 19 de março de 1867. Tendo recusado a Presidência do Rio Grande do Sul.
Foi proprietário no município fluminense de São Francisco de Paula, hoje Trajano de Morais, da fazenda Santana do Macabu, conhecida atualmente por fazenda Leitão da Cunha, onde veio a falecer e sepultado no cemitério de São Francisco de Paula, antiga sede do município. A fazenda ficou na posse de seus descendentes até a década de 1970, sendo depois vendida pelos herdeiros. Era uma das mais prósperas fazendas do estado em sua época.
Foi casado com Maria José da Gama e Silva. Ela era filha do capitão José Joaquim da Silva e de Maurícia Josepha Michaela da Gama Lobo. Maria José era irmã de Anna Cândida da Gama e Silva (casada com o primo, José da Gama Malcher); e de Thereza da Gama e Silva (casada com Bernardo de Sousa Franco, visconde de Sousa Franco). 
Uma das filhas do casal, Ambrosina, casou com o conde de Nova Friburgo. Outra de suas filhas, Maurícia uniu-se ao juiz municipal, delegado de policia e desembargador no Pará, Abel Graça, presidente dessa província em 1870. Izabel, consorciou-se com o advogado José Rodrigues Pereira Júnior, procurador fiscal do Tesouro da Fazenda Geral na Corte e presidente da província da Paraíba (1879 - 1880).
Ambrósio Leitão da Cunha, aliado e amigo do chefe do partido Conservador paraense, o cônego Siqueira Mendes, deputado geral e senador, gozava de grande influencia no Pará. Apoiado nessa amizade e no respaldo profissional de seus filhos e genros, envolveu-se em alguns negócios, como a instalação de um Engenho Central pela Sociedade Açucareira do Grão-Pará e, sobretudo mas sem grande sucesso, na construção de duas estradas de ferro, a de Bragança, no Pará, e a de Madeira-Mamoré, no Amazonas; na implantação desta, faleceu um filho seu, o engenheiro Pedro Leitão da Cunha (1858 - 1883). Pedro foi formado pela Escola Politécnica do Rio de Janeiro na turma de 1881; por mercê de 14 de Julho de 1869, do Imperador do Brasil, recebeu, juntamente com seus irmãos Ambrósio e José Maria, o fôro de Moço Fidalgo da Casa Real.
Foi nomeado senador vitalício pelo Amazonas, em 1870. Fez parte do 30º Gabinete de 1885, como Ministro dos Negócios do Império. Além de comendador da Ordem de Cristo e da Rosa, foi Gentil-Homem da Casa Imperial, Veador da Imperatriz, e Camarista do Imperador. Recebeu o título de Barão de Mamoré, com grandeza, por decreto de 3 de março de 1883.